# Crime organizado
Crime organizado ou organização criminosa são termos que caracterizam grupos transnacionais, nacionais ou locais altamente centralizados e geridos por criminosos, que pretendem se envolver em atividades ilegais, geralmente com o objetivo de lucro monetário. Algumas organizações criminosas, tais como organizações terroristas, são motivadas politicamente. Às vezes, essas organizações forçam as pessoas a estabelecer negócios com elas, como quando uma quadrilha extorque dinheiro de comerciantes por "proteção".
Outros tipos de organizações — incluindo Estados, militares, forças policiais e empresas — podem, por vezes, usar métodos do crime organizado para alcançar seus interesses, mas seus poderes derivam de sua condição de instituições sociais formais. Há uma tendência para distinguir o crime organizado de outras formas de crimes, como crimes financeiros, políticos, de guerra, governamentais, entre outros. Esta distinção nem sempre é evidente e ainda há debate acadêmico sobre o assunto. Por exemplo, em Estados falidos, que não podem mais realizar funções sociais básicas, como infraestrutura, educação ou segurança — geralmente devido a grupos rebeldes ou extrema pobreza — o crime organizado, a governança e a guerra são muitas vezes fatores complementares entre si. O termo "mafiocracia parlamentar" é muitas vezes atribuído a países democráticos cujas instituições políticas, sociais e econômicas estão sob o controle de poucas famílias e/ou oligarquias empresariais.
Nos Estados Unidos, a Lei de Controle do Crime Organizado (1970) define o crime organizado como "atividades ilegais de [...] uma associação altamente organizada e disciplinada [...]". No Reino Unido, a polícia estima que o crime organizado envolva até 38 mil pessoas que operam em mais de seis mil grupos. Além disso, devido à escalada de violência da guerra contra o narcotráfico no México, os cartéis locais são considerados a "maior ameaça do crime organizado para os Estados Unidos", de acordo com um relatório divulgado pelo Departamento de Justiça norte-americano. No Brasil, a maior organização criminosa é o Primeiro Comando da Capital (PCC), que atua principalmente no estado de São Paulo.
No Direito brasileiro, a organização criminosa é definida através da Lei n.º 12.850/2013, art. 1.º, § 1º: “Considera-se organização criminosa a associação de 4 (quatro) ou mais pessoas estruturalmente ordenada e caracterizada pela divisão de tarefas, ainda que informalmente, com objetivo de obter, direta ou indiretamente, vantagem de qualquer natureza, mediante a prática de infrações penais cujas penas máximas sejam superiores a 4 (quatro) anos, ou que sejam de caráter transnacional.”

## Sinonímia e equivalências
Em cada país as facções do crime organizado costuma receber um nome próprio. Assim costuma-se chamar de Máfia (aportuguesamento do italiano maffia) ao crime organizado italiano e ítalo-americano; Tríade ao chinês; Yakuza ao japonês; Cartel ao colombiano e mexicano e Bratva ao russo e ucraniano. A versão brasileira mais próxima disso são os Comandos e/ou Falanges, facções criminosas sustentadas pelo tráfico de drogas, sequestros e comércio de automóveis roubados seja através de esquema de exportação/importação ou comércio de sua peças em lojas de sucata socialmente reconhecidas e valorizadas.
Juridicamente falamos do crime de formação de quadrilha seja qual for a atividade à qual o crime organizado se dedique. Uma importante observação, baseada em pesquisas empíricas realizadas na Europa (Ruggiero, 2008) é que os mercados de ilícitos, que sustentam tais atividades criminosas, são relativamente intercambiáveis e praticados por distintos grupos como normas éticas próprias. Por exemplo, algumas prostitutas vendem drogas mas não se permitem práticas que consideram antinaturais, vendedores de roupas de marca falsificas comercializam filmes pornográficos excluindo pedofilia, ou não, vendedores de armas não incluem bebidas e cigarros contrabandeados no seu comércio, etc. Segundo esse autor em várias cidades europeias as atividades criminais, inclusive, mesclam-se com a atividade econômica regular.
Outra característica desse fenômeno social é que esses grupos, sempre enfrentarão, além do combate das forças policiais de sua região de atuação, a oposição de outras facções ilegais. Para manter suas ações ilícitas, os membros de organizações criminosas armam-se pesadamente, logo pode-se dizer que as armas – e os assassinatos – são o sustentáculo do crime organizado. Entretanto, os maiores instrumentos das organizações criminosas é a ocultação de informações sobre suas atividades. Para tanto, elas contam com destruições de provas, subornos, falhas nos sistemas de segurança etc. Nesse sentido suas ações se assemelham aos processos revolucionários subversivos sendo que completamente desprovido das nobres ideais de combate a miséria construção de um mundo melhor ideias Segundo Lyndon Johnson o crime organizado não é nada mais do que uma guerra de guerrilha contra a sociedade.
Outro aspecto de poder e de sustentação das ações ilícitas das organizações criminosas diz respeito ao seu financiamento. "O combate ao crime organizado exige ir além das pessoas e identificar a peça essencial ao funcionamento das ordens criminosas: o dinheiro. É preciso conhecer as formas usadas para recolher, ocultar e lavar os recursos ilegais. Mais do que armas e penas, é importante saber por onde anda o capital das facções, as transações, operações, contas e negócios de fachada usados para dar aparência de licitude ao produto do crime. E, a partir daí, desenvolver programas para facilitar a identificação do dinheiro, congelar e confiscar os recursos de origem ilícita, e esvaziar a capacidade financeira das organizações criminosas."
As teorias que aproximam o banditismo social do como proposto por Eric Hobsbawm à ausência e/ou ineficiência da burocracia administrativa do estado (leia-se políticas públicas) analisando as formações históricas onde conviveram os bandidos reais ou imaginários que estudou, tais como: Robin Hood, Lampião, Pancho Villa e outros, no seu livro Bandidos decerto encontra na concentração de renda e estrutura de classes o cerne da explicação da persistência dessas formas de organização social e crescimento da criminalidade simultaneamente à produção de riquezas nos  distintos países onde essas organizações internacionais atuam.

## Teorias em conflito
Muitas organizações surgem de oportunidades geradas pelas sociedades em termos de poder e lucro. Sua constituição inicial pode derivar de qualquer membro da sociedade. Pode se estruturar hierarquicamente e se associar com vários setores como nos meios políticos, forças armadas, comunicação, financeiro etc. Podem também exercer influências em fenômenos como guerras, fome, "dívidas" e eleições públicas. O modelo que essa organização assume tem sido objeto da psicologia social desde as origens da criminologia enquanto ciência do final do séc. XIX, tais modelos explicativos somente dão conta do processo de aliciamento e de alguns aspectos de sua lógica paramilitar contudo somente uma abordagem socioeconômica pode elucidar suas raízes e alvo de combate: o lucro fácil e sem escrúpulos.
A teoria econômica do crime proposta a partir dos estudos de Gary Becker prêmio Nobel de Economia (1992) por seus estudos sobre análise econômica do comportamento nos permite supor que os indivíduos optam pelo delito caso em que o retorno esperado seja maior que o custo associado à escolha onde a associação criminosa diminui os riscos desse custo e/ou os custos desse risco favorecido pela impunidade e esta por sua vez determinada pela corrupção política.
Pinheiro, em sua avaliação de instituições encarregadas do controle da violência como a Polícia, o Judiciário e o Ministério Público, revela uma grande inconsistência entre o desempenho dessas instituições na controle do crime e os resultados esperados o que, segundo ele inclusive compromete a estabilidade das democracias latino-americanas que por não conseguirem controlar a polícia faz com que persistam as práticas abusivas contra suspeitos e prisioneiros e as formas autoritárias que mantiveram as iniquidades sociais nesses países. Como exemplo aponta os índices de criminalidade crescente (homicídios sobretudo) e a incapacidade dos judiciários latino-americanos de investigarem e processarem os responsáveis por graves violações de direitos humanos é o exemplo da incompetência do sistema legal dessa região. Segundo esse autor no Brasil, o sistema da justiça criminal não investigou e nem processou numerosos casos de violência rural contra os pobres. De acordo com a Comissão Pastoral da Terra (CPT), os 1 730 casos de assassinatos de trabalhadores rurais, de líderes sindicais e religiosos e de advogados, entre 1964 e 1992, apenas 30 tinham ido à julgamento em 1992 e, dentre eles, só 18 foram condenados. No Chile, nem sequer um dos 1 542 casos dos sindicalistas assassinados foi processado até 1986. Por todo o continente prevalece a impunidade para aqueles que são considerados “indesejáveis” ou “sub-humanos”.
Segundo Santos existem dois discursos sobre crime organizado estruturados nos polos americano e europeu do sistema capitalista globalizado: o discurso americano sobre crime organizado, definido como conspiração nacional de etnias estrangeiras, e o discurso italiano sobre crimine organizzato, que tem por objeto de estudo original a Máfia siciliana. Ainda segundo esse autor a expressão organized crime tem origem na criminologia americana para designar os fenômenos delituosos atribuídos às organizações criminosas formadas em consequência da “lei seca” (Volstead Act) tais atividades bem como sua lógica explicativa estão permeadas dos conceitos de sub-cultura e guerras étnicas da formação do estado americano. Ainda esse autor contrapondo os estudos italianos, do crimine organizzato, situa estes no plano de análise da luta de classes ao propor que as organizações italianas de tipo mafioso eram originalmente dirigidas à repressão de camponeses em luta contra o latifúndio, donde teriam evoluído para empreendimentos urbanos, atuando na áreas lícitas e ilícitas simultaneamente, articulando-se com o poder estabelecido (de onde tem origem) assumido progressivamente, características financeiro-empresariais e inserção no circuito social político, (religioso) financeiro internacional para lavagem do dinheiro ilícito.

## Aspectos metodológicos
Outra discussão parte de Petta, a respeito das metodologias de pesquisas e sobre as estruturas do Crime Organizado. De acordo com ele, a obsessão de acadêmicos em mapear estruturas hierárquicas de facções criminosas é algo desnecessário e que inevitavelmente será antiquado. Em virtude do fato de que as diferentes organizações irão mudar suas estruturas de acordo com o espaço e tempo em resposta da repressão emitida pelo Estado. Ou seja, conforme a repressão diminui e a tolerância a estas organizações aumenta a sua estrutura será mais verticalizada e centralizada, ao passo que conforme a situação venha a mudar com a repressão aumentando e a tolerância diminui estas organizações irão gradualmente ser mais "planas" e menos centralizadas. Não havendo portanto uma estrutura rígida e permanente, mesmo em organizações consideradas antigas como as tríades chinesas, por exemplo. Que irão se adaptar ao meio ambiente inseridas.
Petta ainda crítica a pesquisa em Crime Organizado no Brasil como sendo excessivamente limitada aos aspectos legais ou penais e pouco criminológicos, dizendo:
"Apesar de haver muitos estudos sobre violência urbana e outros aspectos criminais, como serial killers, roubos, assassinatos, corrupção e estupro, as pesquisas sobre como o Crime Organizado é estruturado, como funciona ou como se dão suas conexões são muito poucas e, na vasta maioria, baseadas quase que integralmente em literatura estrangeira — mesmo com uma atividade enorme de gangues e do Crime Organizado, que poderiam ser um campo gigante de pesquisas. Além disso, a maioria desses estudos estão concentrados na área do Direito, que, por sua vez, discute os procedimentos legais, não trazendo grande esclarecimento ao que realmente é Crime Organizado no Brasil, e sequer chegando perto de um entendimento da realidade. Também, se há poucos estudos sobre Crime Organizado no contexto brasileiro, há ainda menos pesquisas de caráter sociológico, porque a maioria dos pesquisadores, como anteriormente observado, usam referências estrangeiras e notícias como fontes primárias (e às vezes exclusivas) de pesquisa. Há raros casos de pesquisadores que saíram a campo para elaborar pesquisas empíricas sobre o tema — ousamos dizer que isso é quase que tecnicamente inexistente no Brasil."
As características do crime organizado então seriam melhor representadas pelos aspectos mapeados por Abadinsky e Albanese, pois apesar de eventualmente encontrarem exceções, seriam os mais genéricos e portanto mais abrangentes. Sendo estas características:
Abadinsky:
- não tem objetivos políticos;
- é hierárquico;
- tem uma associação limitada ou exclusiva;
- constitui uma subcultura única;
- se perpetua;
- exibe sinais do uso ilegal de violência;
- é monopolista;
- é governado por regras e regulamentos explícitos.

Albanese:
- hierarquia organizada;
- lucro racionalizado por meio do crime;
- uso da força ou da ameaça;
- manutenção de sua imunidade por meio da corrupção;
- demanda pública por seus serviços;
- monopólio de mercado em particular;
- associação restrita;
- falta de ideologia;
- especialização;
- algum código secreto.

Petta ainda ilustra que o pesquisador deve estar sempre atento para exceções que fogem de algumas destas características, não sendo tais listas um "dogma sagrado", mas sim uma base de orientação. Por fim, para Petta uma organização tida como Terrorista é em sua essência igual a uma organização Criminosa, mudando apenas o nível de tolerância e interação com o núcleo político que controla o governo de cada Estado.

## Exploração de imigração clandestina
Uma das mais cruéis faces das organizações clandestinas é a que explora das demandadas de migração de populações humanas para outros países em busca de melhores condições de vida. Emprego, condições de trabalho, acesso à serviços de saúde e outros benefícios da assistência governamental, prostituição são as principais motivações de êxodo que se somam às condições geradas por guerras e condições adversas da natureza (secas, terremotos, etc.). Diante das barreiras controladoras de imigrantes das fronteiras surgem organizações clandestinas que prometem e nem sempre cumprem o acordo seja da entrada ilegal ou da condição de vida prometida.
Um dos países atuais que mais sofrem com este tipo de Imigração é os Estados Unidos da América onde imigrantes mexicanos ou da América do Sul se arriscam na travessia longo e perigoso deserto do Texas guiados por integrantes de tais organizações que também fornecem passaportes falsos e primeiros contatos no EUA.
Outro país com sérios problemas desse tipo de atividade ilegal é o Japão. Empreiteiras clandestinas afirmam possuir autorização (Haken) do Ministro do Trabalho e da Saúde e do Bem-Estar Social ou registro para apresentação de empregos (shoukai) ou enviar seus trabalhadores para outras empresas, contudo esta prática é ilegal.
Observe-se também que o simples fato de haver uma licença, não significa que a empresa esteja agindo corretamente: é preciso que siga à risca cada uma das Normas Trabalhistas. Há empresas que publicam um número de registro em seus anúncios, porém, usam o número de uma outra empresa que somente eles a consideram como parte integrante de um grupo: cada empresa desse "grupo" deve obter uma licença à parte.

## Análise acadêmica

### Psicologia criminal
A psicologia criminal é definida como o estudo das intenções, comportamentos e ações de um criminoso ou de alguém que se permite participar de um comportamento criminoso. O objetivo é entender o que se passa na cabeça do criminoso e explicar por que ele está fazendo o que está fazendo. Isso varia dependendo se a pessoa está enfrentando a punição pelo que fez, se está vagando livremente ou se está se punindo. Psicólogos criminais são chamados ao tribunal para explicar o interior da mente do criminoso. 

#### Escolha racional
Esta teoria trata todos os indivíduos como operadores racionais, cometendo atos criminosos após consideração de todos os riscos associados (detecção e punição) em comparação com as recompensas dos crimes (pessoais, financeiros, etc.).  Pouca ênfase é colocada no estado emocional dos infratores. O papel das organizações criminosas na redução das percepções de risco e no aumento da probabilidade de benefício pessoal é priorizado por esta abordagem, sendo a estrutura, o propósito e a actividade da organização indicativos das escolhas racionais feitas pelos criminosos e pelos seus organizadores.  

#### Dissuasão
Esta teoria vê o comportamento criminoso como reflexo de um cálculo individual e interno do criminoso de que os benefícios associados à infração (sejam financeiros ou outros) superam os riscos percebidos.  A força, importância ou infalibilidade percebida da organização criminosa é diretamente proporcional aos tipos de crimes cometidos, à sua intensidade e, possivelmente, ao nível de resposta da comunidade. Os benefícios da participação no crime organizado (recompensas financeiras mais elevadas, maior controle e influência socioeconômica, proteção da família ou de outras pessoas importantes, liberdade percebida em relação a leis ou normas “opressivas”) contribuem grandemente para a psicologia por detrás da infração de grupo altamente organizada. 

#### Aprendizagem social
Os criminosos aprendem através de associações entre si. O sucesso dos grupos do crime organizado depende, portanto, da força da sua comunicação e da aplicação dos seus sistemas de valores, dos processos de recrutamento e formação utilizados para sustentar, criar ou preencher lacunas nas operações criminosas.  Uma compreensão desta teoria vê associações estreitas entre criminosos, imitação de superiores e compreensão de sistemas de valores, processos e autoridade como os principais impulsionadores do crime organizado. As relações interpessoais definem as motivações que o indivíduo desenvolve, sendo o efeito da atividade criminosa familiar ou entre pares um forte preditor de ofensas intergeracionais.  Esta teoria também foi desenvolvida para incluir os pontos fortes e fracos do reforço, que no contexto de empreendimentos criminosos contínuos podem ser usados para ajudar a compreender as propensões para certos crimes ou vítimas, o nível de integração na cultura dominante e a probabilidade de reincidência/sucesso em reabilitação. 

#### Empresa
Segundo esta teoria, o crime organizado existe porque os mercados legítimos deixam muitos clientes e potenciais clientes insatisfeitos.  A elevada procura de um determinado bem ou serviço (por exemplo, drogas, prostituição, armas), os baixos níveis de detecção de riscos e os elevados lucros conduzem a um ambiente propício para que grupos criminosos empresariais entrem no mercado e lucrem com o fornecimento desses bens. e serviços. Para ter sucesso, deve haver: um mercado identificado; e, uma certa taxa de consumo (demanda) para manter o lucro e superar os riscos percebidos.  Nestas condições, a concorrência é desencorajada, garantindo que os monopólios criminosos sustentam os lucros. A substituição legal de bens ou serviços pode (ao aumentar a concorrência) forçar o ajustamento da dinâmica das operações criminosas organizadas, tal como as medidas de dissuasão (reduzindo a procura) e a restrição de recursos (controlando a capacidade de fornecer ou produzir para fornecer).

#### Associação diferencial
Sutherland vai mais longe ao dizer que o desvio depende de grupos conflitantes dentro da sociedade, e que tais grupos lutam pelos meios para definir o que é criminoso ou desviante na sociedade. As organizações criminosas gravitam, portanto, em torno de vias ilegais de produção, obtenção de lucro, proteccionismo ou controlo social e tentam (aumentando as suas operações ou membros) torná-las aceitáveis.  Isto também explica a propensão das organizações criminosas para desenvolver esquemas de proteção, para coagir através do uso de violência, agressão e comportamento ameaçador (por vezes denominado ' terrorismo ').  A preocupação com métodos de acumulação de lucro destaca a falta de meios legítimos para obter vantagens econômicas ou sociais, assim como a organização do crime de colarinho branco ou da corrupção política (embora seja discutível se estes baseiam-se na riqueza, no poder ou em ambos). A capacidade de concretizar normas e práticas sociais através da influência política e económica (e da aplicação ou normalização de necessidades criminogénicas) pode ser definida pela teoria da associação diferencial. 

### Criminologia crítica e sociologia

#### Desorganização social
A teoria da desorganização social deve ser aplicada ao crime de rua em nível de bairro, portanto, o contexto da atividade de gangues, associações ou redes criminosas vagamente formadas, impactos socioeconômicos demográficos, acesso legítimo a recursos públicos, emprego ou educação e mobilidade conferem-lhe relevância ao crime organizado. Onde as classes altas e baixas vivem próximas, isso pode resultar em sentimentos de raiva, hostilidade, injustiça social e frustração.  Os criminosos vivem na pobreza; e testemunham a riqueza da qual estão privados e que é virtualmente impossível para eles alcançarem através de meios convencionais.  O conceito de vizinhança é central para esta teoria, pois define a aprendizagem social, o local de controle, as influências culturais e o acesso às oportunidades sociais experimentadas pelos criminosos e pelos grupos que eles formam.  O medo ou a falta de confiança na autoridade dominante também pode ser um fator chave para a desorganização social; os grupos do crime organizado reproduzem esses números e garantem assim o controlo sobre a contracultura.  Esta teoria tende a ver o comportamento violento ou antissocial das gangues como um reflexo de sua desorganização social, e não como um produto ou ferramenta de sua organização. 

#### Anomia
Acreditava-se que o desvio dependia da definição de sucesso da sociedade e dos desejos dos indivíduos de alcançar o sucesso por meio de caminhos socialmente definidos. A criminalidade torna-se atrativa quando as expectativas de conseguir cumprir objectivos (portanto, alcançar o sucesso) por meios legítimos não podem ser satisfeitas.  As organizações criminosas capitalizam os Estados que carecem de normas, impondo necessidades criminogénicas e vias ilícitas para as alcançar. Isto tem sido usado como base para numerosas metateorias do crime organizado através da sua integração de aprendizagem social, desvio cultural e motivações criminogénicas.  Se o crime for visto como uma função da anomia, o comportamento organizado produz estabilidade, aumenta a proteção ou a segurança e pode ser diretamente proporcional às forças de mercado, conforme expresso por abordagens baseadas no empreendedorismo ou no risco. É a oferta inadequada de oportunidades legítimas que restringe a capacidade do indivíduo de prosseguir objectivos sociais valorizados e reduz a probabilidade de que a utilização de oportunidades legítimas lhe permita satisfazer tais objetivos (devido à sua posição na sociedade). 

#### Desvio cultural
Os criminosos violam a lei porque pertencem a uma subcultura única – a contracultura – e os seus valores e normas entram em conflito com os das classes trabalhadoras, médias ou altas nas quais se baseiam as leis penais. Esta subcultura partilha um estilo de vida, língua e cultura alternativos e é geralmente caracterizada por ser durona, cuidar dos seus próprios assuntos e rejeitar a autoridade governamental. Os modelos incluem traficantes de drogas, ladrões e proxenetas, pois alcançaram sucesso e riqueza que de outra forma não estariam disponíveis através de oportunidades socialmente proporcionadas. É através da modelagem do crime organizado como uma via contracultural para o sucesso que tais organizações são sustentadas. 

#### Influência externa e mobilidade queer
A teoria da influência externa e a Escada queer da teoria da mobilidade afirmam que se pensa que a etnia e o estatuto de estrangeiro (imigrantes, ou aqueles que não fazem parte dos grupos etnocêntricos dominantes) e as suas influências ditam a prevalência do crime organizado na sociedade.  A teoria da influência externa postula que as estruturas contemporâneas do crime organizado ganharam destaque durante a década de 1860 na Sicília e que elementos da população siciliana são responsáveis pela fundação da maior parte do crime organizado europeu e norte-americano, composto por italianos - famílias criminosas. A teoria de Bell da “escada queer da mobilidade” levantava a hipótese de que a “sucessão étnica” (a obtenção de poder e controle por um grupo étnico mais marginalizado sobre outros grupos menos marginalizados) ocorre através da promoção da perpetração de atividades criminosas num grupo demográfico privado de direitos ou oprimido. Embora o crime organizado inicial tenha sido dominado pela máfia irlandesa (início de 1800), eles foram relativamente substituídos pela máfia siciliana e pela máfia ítalo-americana, a Irmandade Ariana (1960 em diante), o Cartel Colombiano de Medellín e o Cartel de Cali (meados dos anos 1970 - 1990) e, mais recentemente, o Cartel Mexicano de Tijuana (final da década de 1980 em diante), Los Zetas mexicanos (final da década de 1990 em diante), a Máfia Russa (1988 em diante), o crime organizado relacionado ao terrorismo Al-Qaeda (1988 em diante), o Talibã (1994 em diante) e o Estado Islâmico do Iraque e do Levante (ISIL) (de 2010 em diante). Muitos argumentam que isto interpreta mal e exagera o papel da etnia no crime organizado. Uma contradição desta teoria é que os sindicatos se desenvolveram muito antes da imigração siciliana em grande escala na década de 1860, com estes imigrantes apenas a juntarem-se a um fenómeno generalizado de crime e corrupção. 